# Laima Jukelienė
Laima Jukelienė, coniugata Kuliešienė e, successivamente, Rutkauskaitė (Marijampolė, 22 settembre 1942 – Kaunas, 1º gennaio 1994), è stata una cestista sovietica.

## Carriera
Con l'Unione Sovietica ha disputato i Campionati europei del 1966.